# Nina den Heyer
Nina Seline den Heyer (Curaçao, 22 april 1978) is een Bonaireaans topambtenaar en voormalig politica en eilandgedeputeerde van Bonaire. Bij de eilandsraadsverkiezingen in 2019 was zij de grootste stemmentrekker, de eerste vrouw in de geschiedenis van Bonaire.
Nina den Heyer groeide op Curaçao op. Zij is dochter van een Bonaireaanse moeder en een Nederlandse vader, geboren op Curaçao. Op 19-jarige leeftijd vertrok zij naar Nederland voor studie, onder meer aan de Universiteit Leiden. In 2013 behaalde zij haar Master in Sociaal Werk aan de Universiteit van Curaçao. Eind 2004 verhuisde Den Heyer naar Bonaire, waar zij van 2005 tot 2011 werkzaam was als beleidsadviseur van het Bestuurscollege (BC) van het Openbaar lichaam Bonaire. In 2011 werd zij hoofd van het Rijksdienst Caribisch Nederland-unit Sociale Zaken en Werkgelegenheid (SZW).
Zij werd lid van de Movementu di Pueblo Boneriano (MPB) onder leiderschap van Elvis Tjin Asjoe. In 2016 trad zij aan als eilandsraadslid; dit was van korte duur. In mei 2016 werd zij benoemd tot eilandgedeputeerde van Staatkundige structuur. Toen in mei 2017 de stekker uit de coalitie MPB-UPB werd getrokken, ging MPB verder in een nieuw BC gesteund door de fracties Raphaela en Abraham. Gedeputeerde den Heyer bleef aan, maar wisselde portefeuille voor Sociale zaken, Onderwijs, Cultuur, Volksgezondheid en Jeugd. Zij diende haar ontslag in september 2018 in toen bleek dat het BC niet langer kon rekenen op meerderheidssteun.
Bij de eilandsraadsverkiezingen van 20 maart 2019 stond zij nummer 2 op de MPB-lijst. Den Heyer voerde campagne met de thema's: armoedebestrijding en positieverbetering voor kinderen en ouderen. Met het behalen van 1092 voorkeurstemmen, het hoogste aantal, liet zij lijsttrekkers van haar eigen en andere partijen achter zich. Op 8 april 2019 werd zij eilandgedeputeerde belast met 'samenleving en zorg' in het bestuurscollege van coalitiepartijen MPB-UPB. Ruim acht maanden voor de eilandsraadsverkiezingen maakte Den Heyer in juli 2022 bekend haar voornemen om hieraan niet mee te doen en zich uit de politiek terug te trekken. Eind november 2022 nam ze afscheid om verder te gaan als hoofd van OCW op Bonaire. Maar al binnen een jaar, op 31 oktober 2023, keerde ze terug in het Bestuurscollege als gedeputeerde, ditmaal niet namens een partij.